# Dentatorubro-Pallidoluysische Atrophie
Die Dentatorubro-Pallidoluysische Atrophie (DRPLA), von Nucleus dentatus, Nucleus ruber, Globus pallidus und Corpus Luysi (Subthalamus), ist eine sehr seltene angeborene Form einer Autosomal-dominanten zerebellären Ataxie (ADCA) mit den Hauptmerkmalen unwillkürliche Bewegungen, Ataxie, Epilepsie, geistige Behinderung und Abbau der kognitiven Fähigkeiten.
Synonyme sind: Naito-Oyanagi-Krankheit; NOD; Myoclonic Epilepsy With Choreoathetosis; Haw River Syndrome; HRS; Ataxia, Chorea, Seizures, And Dementia
Die Namensbezeichnungen beziehen sich auf die Autoren der Erstbeschreibung aus dem Jahre 1982 durch Haruhiko Naito und Shinsaku Oyanagi bzw. auf die geographische Region Haw-River in North Carolina, in der James R. Burke und Mitarbeiter dieses Krankheitsbild beobachteten.

## Verbreitung
Die Häufigkeit wird mit 1–9 zu 1.000.000, in Japan mit 1 zu 208.000 angegeben, die Vererbung erfolgt autosomal-dominant.

## Ursache
Der Erkrankung liegen Mutationen im ATN1-Gen auf Chromosom 12 Genort p13.31 zugrunde.

## Klinische Erscheinungen
Je nach Alter bei Erstmanifestation der Erkrankung können unterschieden werden:
- Frühform Early onset, jünger als 20 Jahre, Myoklonusepilepsie und intellektuelles Defizit
- Spätform adult onset, älter als 40 Jahre, zerebelläre Ataxie, Choreoathetose und Demenz

## Diagnose
Die Erkrankung wird in der Kernspintomographie durch eine Kombination von degenerativen Veränderungen in den namensgebenden Hirnarealen charakterisiert.

## Differentialdiagnose
- Frühform:[2][7]
  - Morbus Gaucher
  - Tay-Sachs-Syndrom
  - Infantile Neuroaxonale Dystrophie
  - MERRF-Syndrom
  - Neuroferritinopathie
  - Neuronale Ceroid-Lipofuszinose
  - Neurodegeneration mit Eisenablagerung im Gehirn
  - Unverricht-Lundborg-Erkrankung
  - Lafora-Krankheit
  - PME Typ 4 EPM4 Myoklonus-Nephropathie-Syndrom; Myoklonusepilepsie, progressive, Typ 4[8]
  - PME Typ 5 EPM5 Myoklonusepilepsie, progressive, Typ 5[9]
  - PME Typ 6 EPM6 GOSR2-abhängige progressive myoklonische Ataxie; Myoklonusepilepsie, progressive, Nordsee-Typ[10]
  - Sialidose
- Spätform:
  - Formen der Chorea Huntington
  - Formen der Ataxie

## Heilungsaussicht
Die Prognose gilt wegen der raschen Verschlechterung als ungünstig. Schwere Lungenentzündungen durch Krampfanfälle und Aspirationen sind häufige Todesursache.